# 山口光國
山口 光國（やまぐち みつくに、1961年12月18日 - ）は、日本の理学療法士、スポーツ指導者。

## 人物
長野県出身。上田東高校から日本サッカーリーグ1部の日立製作所サッカー部（現：柏レイソル）に1980年と1981年の2シーズンにかけて所属したがリーグ戦の出場はなかった。その後、都立府中リハビリテーション専門学校を経て昭和大学藤が丘病院に勤務。
2005年、プロ野球選手としての経験はないなかでサッカーでは認知度が高いフィジカルコーチのポストに、当時プロ野球の横浜ベイスターズの監督であった牛島和彦に請われて就任し、2006年までの2年間にわたりチームをサポートし、肩の故障者を出さないことに尽力した。コーチ時代の背番号は99番。退団後、（有）セラ・ラボを設立。

## 著書
- 輪ゴムで五十肩・スポーツ肩が治った!（共著） ISBN 9784895951579
- 「しぐさ美人」エクササイズで10歳若返る!（共著） ISBN 9784391129380
- 投球障害肩—こう診てこう治せ（共著） ISBN 9784758306249
- 快眠バイブルふるふるマッサージ&ストレッチ（共著） ISBN 9784822232665
- 結果の出せる整形外科理学療法（共著） ISBN 9784758306669
- 野球人牛島和彦の「偶然を必然に変える」投球術 ISBN 9784784506590
- 投球障害のリハビリテーションとリコンディショニング ISBN 9784830651618
- 本気で治したい人の肩こり・肩の痛み（共著） ISBN 9784058001059
- セラピストの動きの基本（共著） ISBN 9784830645075